# Нарви (спътник)
За писателя вижте Любомир Николов – Нарви.
Нарви или Сатурн XXXI е естествен спътник на Сатурн. Открит е от екип от астрономи воден от Скот Шепърд през 2003 г. и му е дадено временното означение S/2003 S 1.

## Описание
Нарви е около 6,6 km в диаметър и орбитира около Сатурн на средна дистанция 19 371 000 km за 1006,541 дни, при инклинация 137° към еклиптиката в ретроградно направление с есекцентрицитет 0,320.

## Наименование
Наименована е през януари 2005 на Нарви от Норвежката митология, също познат като Нарфи или Нари, син на Локи от Сигун, която била убита, за да бъде наказан Локи за престъпленията си.